# HD35533
HD35533 — хімічно пекулярна зоря спектрального класу B9, що має видиму зоряну величину в смузі V приблизно  7,5.
Вона  розташована на відстані близько 787,8 світлових років від Сонця.

## Пекулярний хімічний вміст
Зоряна атмосфера HD35533 має підвищений вміст 
Si
.